# Broutona
Broutona o isola di Broughton (in russo остров Броутона; in giapponese 武魯頓島, Buroton-tō) è un'isola russa che fa parte dell'arcipelago delle Isole Curili ed è situata nel Mare di Ochotsk. Amministrativamente fa parte del Kuril'skij rajon dell'oblast' di Sachalin, nel Circondario federale dell'Estremo Oriente. Ha preso il nome in onore dell'esploratore britannico William Robert Broughton; il suo nome originale Ainu era Makanruru, che si traduce approssimativamente "isola in una forte corrente". Broutona è disabitata.

## Geografia
Broutona si trova nella parte centrale delle isole Curili, 
69 km a sud-ovest di Simušir, al di là dello stretto di Bussol' (пролив Буссоль); 20 km a sud ci sono le isole Čërnye Brat'ja.
L'isola è la parte emergente di un vulcano spento che si erge fino a 800 m s.l.m., il monte Broutona (гора Броутона); ha una forma arrotondata con una superficie di 7 km². La costa ha pareti rocciose scoscese, che raggiungono i 274 m d'altezza.
Attorno all'isola, a una distanza di 3,7 km c'è una forte anomalia magnetica.

## Fauna
Su Broutona ci sono colonie del leone marino di Steller, della lontra di mare e di foche. Sulle scogliere nidifica l'uria, la fratercula dai ciuffi, il fulmaro e specie di Larus; sulle alture ci sono falchi, corvi, regulidi e specie di Motacilla.

## Storia
Broutona sembra non essere mai stata abitata. L'isola appare su una mappa ufficiale dei territori del clan Matsumae, un dominio feudale del periodo Edo in Giappone (1644), domini confermati ufficialmente dallo shogunato Tokugawa nel 1715.
La sovranità passò all'Impero russo, in base ai termini del Trattato di Shimoda nel 1855, poi all'Impero giapponese (nel 1875) con il Trattato di San Pietroburgo, insieme al resto delle isole Curili. Amministrativamente l'isola faceva parte della sottoprefettura di Nemuro, nella prefettura di Hokkaidō. Dopo la seconda guerra mondiale, passò sotto il controllo dell'Unione Sovietica e attualmente fa parte della Federazione Russa.